# Pjesma Eurovizije 2011.
Pjesma Eurovizije 2011. je 56. Eurovizija, održana u Njemačkoj jer je njemačka predstavnica Lena Meyer-Landrut pobijedila na Pjesmi Eurovizije 2010. pjesmom "Satellite". Polufinalne večeri održane su 10. svibnja i 12. svibnja, a finalna 14. svibnja.
Dana 12. listopada 2010. objavljeno je kako je Düsseldorf izabran za grada domaćina.

## Povijesni značaj
Eurosong 2011. je tek treći Eurosong kojemu je domaćin bila Njemačka, nakon 1957. i 1983. Ovo je, ujedno, tek druga njemačka pobjeda na Eurosongu, nakon što je 1982. u Harrogateu pobijedila Nicole s pjesmom "Ein bißchen Frieden". Ujedno, od tri dosadašnja domaćinstva Njemačke, ovo je bilo prvo koje će odraditi kao ujedinjena zemlja. Ova pobjeda je značajna i zbog činjenice da je Njemačka postala prva zemlja "Velike četvorke" koja je pobijedila na Eurosongu nakon uvođenja tog pravila 2000. godine. Tijekom sastanka Organizacijskog odbora u Beogradu, odlučeno je kako će trenutna pravila ostati nepromijenjena, čime je Turska, za koju se pretpostavljalo kako će (kao drugoplasirana) imati direktan nastup u finalu, ostala bez istoga. Odlukom o povratku, Italija je, ponovo, postala peta zemlja koja će imati pravo direktnog plasmana u finale, čime je formirana "Velika petorka".
Također, Svante Stockselius je 30. kolovoza 2010. najavio svoju ostavku do kraja godine, što znači da će ulogu Izvršnog producenta za 2011. preuzeti netko drugi. Naslijedio ga je Jon Ola Sand.

## Lokacija održavanja
Iako se za organiziraciju ponudilo nekoliko gradova, među kojima su se istaknuli Berlin, Düsseldorf, Hamburg i Hannover. Nakon nekoliko mjeseci, objavljeno je kako je domaćinstvo dobio Düsseldorf. Düsseldorf je grad u njemačkoj saveznoj državi Sjeverna Rajna-Vestfalija. Ima 580.250 stanovnika (stanje 30. lipnja 2006.), i po tome je deveti najveći grad zemlje.
Esprit Arena u Düsseldorfu potvrđena je od strane NDR-a kao mjesto održavanja Eurosonga 2011., 12. listopada 2010. Ovo je bio prvi Eurosong održan u Njemačkoj od ujedinjenja Zapada i Istoka koja je bila domaćin natjecanju 1957.  i 1983. godine.
Gradovi-kandidati
| Berlin Hamburg Hannover Gelsenkirchen Düsseldorf Köln Frankfurt am Main München |

██ Područje emitiranja Norddeutscher Rundfunka (NDR)

## Sudionice
██ Države u prvom polufinalu
██ Države koje glasuju u prvom polufinalu
██ Države u drugom polufinalu
██ Države koje glasuju u drugom polufinalu
Dana 31. prosinca 2010., službeno je objavljeno da će 43 zemlje sudjelovati na Eurosongu 2011. i time će se ponoviti najveći broj sudionika, kao i na Eurosongu 2008. u Beogradu. Ovogodišnje izdanje donijelo je povratak Austrije, Italije, Mađarske i San Marina, dok odustajanja nije bilo. Andora, Crna Gora i Češka nisu poslale prijavnice (iako je crnogorska prijavnica poslana, ali je povučena 2 dana prije roka zbog financijskih problema CGTV-a), dok je Monako najavio mogući povratak, ali ne 2011. Luksemburg je jedina zemlja koja se nije izjasnila o mogućem povratku. Lihtenštajn je poslao prijavnicu za ovogodišnje natjecanje, ali je ona na sastanku EBU-a odbijena. Slovačka je izvorno najavila odustajanje (iako se čak 87,5% gledatelja pozitivno izjasnilo o slovačkom nastupanju), ali je njezina prijavnica ostala na privremenom spisku. U siječnju 2011. ponovo je rečeno kako se Slovačka povlači iz financijskih razloga, ali kako se njezino ime ponovo našlo na spisku, STV je odlučio poslati predstavnike kako bi izbjegao novčanu kaznu.
Na sasatanku u Beogradu, 28. kolovoza 2010., odlučeno je kako je kranji rok za slanje predstavnika 15. ožujka 2011., kad će se održati ždrijeb natjecatelja.

### Polufinalne večeri
- Dvije polufinalne večeri održane su 10. i 12. svibnja 2011.
- Sve sudionice, izuzev "Velike petorke", moraju se natjecati u polufinalu.
- Po 10 zemalja s najvećim brojem bodova kvalificiraju se za finalnu večer.
- Izrael je dobio pravo nastupa u drugom finalu jer je na dan održavanja prvog polufinala u Izraelu državni praznik.[23]

Prije samoga ždrijeba, zemlje su raspoređene u 6 skupina prema kojima su i ždrijebane:
| Skupina 1                                                                     | Skupina 2                                                  | Skupina 3                                                                      | Skupina 4                                                  | Skupina 5                                                | Skupina 6                                                          |
| ----------------------------------------------------------------------------- | ---------------------------------------------------------- | ------------------------------------------------------------------------------ | ---------------------------------------------------------- | -------------------------------------------------------- | ------------------------------------------------------------------ |
| - Albanija - BiH - Hrvatska - Sj. Makedonija - Srbija - Slovenija - Švicarska | - Danska - Estonija - Finska - Island - Norveška - Švedska | - Azerbajdžan - Bjelorusija - Gruzija - Izrael - Moldavija - Rusija - Ukrajina | - Armenija - Belgija - Cipar - Grčka - Nizozemska - Turska | - Irska - Latvija - Litva - Malta - Portugal - Rumunjska | - Austrija - Bugarska - Mađarska - Poljska - San Marino - Slovačka |

## Natjecanje

### 1. polufinale
- 1. polufinale održano je 10. svibnja 2011.
- Deset zemalja s najviše bodova odlazi u finale.
- U ovom polufinalu glasuju Španjolska i Ujedinjeno Kraljevstvo.

| Br. | Država      | Jezik               | Izvođač                          | Pjesma                  | Hrvatski prijevod        | Mjesto | Bodovi |
| --- | ----------- | ------------------- | -------------------------------- | ----------------------- | ------------------------ | ------ | ------ |
| 01. | Poljska     | poljski             | Magdalena Tul                    | "Jestem"                | "Jesam"                  | 19     | 18     |
| 02. | Norveška    | engleski, svahili   | Stella Mwangi                    | "Haba Haba"             | "Malo po malo"           | 17     | 30     |
| 03. | Albanija    | albanski, engleski  | Aurela Gaçe                      | "Feel the Passion"      | "Osjeti strast"          | 14     | 47     |
| 04. | Armenija    | engleski            | Emmy                             | "Boom-Boom"             |                          | 12     | 54     |
| 05. | Turska      | engleski            | Yüksek Sadakat                   | "Live It Up"            | "Živi visoko"            | 13     | 47     |
| 06. | Srbija      | srpski              | Nina                             | "Čaroban"               |                          | 8      | 67     |
| 07. | Rusija      | engleski            | Aleksej Vorobjov                 | "Get You"               | "Ugrabiti te"            | 9      | 64     |
| 08. | Švicarska   | engleski            | Anna Rossinelli                  | "In Love for a While"   | "Nakratko zaljubljena"   | 10     | 55     |
| 09. | Gruzija     | engleski            | Eldrine                          | "One More Day"          | "Još jedan dan"          | 6      | 74     |
| 10. | Finska      | engleski            | Paradise Oskar                   | "Da Da Dam"             |                          | 3      | 103    |
| 11. | Malta       | engleski            | Glen Vella                       | "One Life"              | "Jedan život"            | 11     | 54     |
| 12. | San Marino  | engleski            | Senit                            | "Stand By"              | "Ostati"                 | 16     | 34     |
| 13. | Hrvatska    | engleski            | Daria                            | "Celebrate"             | "Slavite!"               | 15     | 41     |
| 14. | Island      | engleski            | Sigurjón's Friends               | "Coming Home"           | "Ponovo kući"            | 4      | 100    |
| 15. | Mađarska    | engleski, mađarski  | Kati Wolf                        | "What About My Dreams?" | "A što s mojim snovima?" | 7      | 72     |
| 16. | Portugal    | portugalski         | Homens da Luta                   | "A luta é alegria"      | "Borba je radost"        | 18     | 22     |
| 17. | Litva       | engleski, francuski | Evelina Sašenko                  | "C'est ma vie"          | "To je moj život"        | 5      | 81     |
| 18. | Azerbajdžan | engleski            | Ell i Nikki                      | "Running Scared"        | "Prestrašen"             | 2      | 122    |
| 19. | Grčka       | engleski, grčki     | Loukas Giorkas feat. Stereo Mike | "Watch My Dance"        | "Vidi mi ples"           | 1      | 133    |

### 2. polufinale
- 2. polufinale održano je 12. svibnja 2011.
- Deset zemalja s najviše bodova odlazi u finale.
- U ovom polufinalu glasuju Francuska, Italija i Njemačka.

| Br. | Država              | Jezik               | Izvođač              | Pjesma                  | Hrvatski prijevod         | Mjesto | Bodovi |
| --- | ------------------- | ------------------- | -------------------- | ----------------------- | ------------------------- | ------ | ------ |
| 01. | Bosna i Hercegovina | engleski            | Dino Merlin          | "Love in Rewind"        | "Ljubav u ponavljanju"    | 5      | 109    |
| 02. | Austrija            | engleski            | Nadine Beiler        | "The Secret Is Love"    | "Tajna je ljubav"         | 7      | 69     |
| 03. | Nizozemska          | engleski            | 3JS                  | "Never Alone"           | "Nikada sam"              | 19     | 13     |
| 04. | Belgija             | engleski            | Witloof Bay          | "With Love Baby"        | "S ljubavlju Baby"        | 11     | 53     |
| 05. | Slovačka            | engleski            | TWiiNS               | "I'm Still Alive"       | "Još sam živa"            | 13     | 48     |
| 06. | Ukrajina            | engleski            | Mika Newton          | "Angels"                | "Anđeli"                  | 6      | 81     |
| 07. | Moldavija           | engleski            | Zdob şi Zdub         | "So Lucky"              | "Tako sretan"             | 10     | 54     |
| 08. | Švedska             | engleski            | Eric Saade           | "Popular"               | "Popularan"               | 1      | 155    |
| 09. | Cipar               | grčki               | Christos Mylordos    | "San Aggelos S'agapisa" | "Volio sam te kao anđela" | 18     | 16     |
| 10. | Bugarska            | bugarski            | Poli Genova          | "Na inat"               | "Namjerno"                | 12     | 48     |
| 11. | Sjeverna Makedonija | makedonski          | Vlatko Ilievski      | "Rusinka"               | "Ruskinja"                | 16     | 36     |
| 12. | Izrael              | engleski, hebrejski | Dana International   | "Ding Dong"             |                           | 15     | 38     |
| 13. | Slovenija           | engleski            | Maja Keuc            | "No One"                | "Nitko"                   | 3      | 112    |
| 14. | Rumunjska           | engleski            | Hotel FM             | "Change"                | "Promijeniti"             | 4      | 111    |
| 15. | Estonija            | engleski            | Getter Jaani         | "Rockefeller Street"    |                           | 9      | 60     |
| 16. | Bjelorusija         | engleski            | Anastasija Vinnikova | "I love Belarus"        | "Volim Bjelorusiju"       | 14     | 45     |
| 17. | Latvija             | engleski            | Musiqq               | "Angel in Disguise"     | "Prerušeni anđeo"         | 17     | 25     |
| 18. | Danska              | engleski            | A Friend In London   | "New Tomorrow"          | "Novo sutra"              | 2      | 135    |
| 19. | Irska               | engleski            | Jedward              | "Lipstick"              | "Ruž"                     | 8      | 68     |

### Finale
- Finale je održano 14. svibnja 2011.
- Samo "Velika petorka" ima direktan plasman u finale.
- Njoj su se u finalu pridružile 20 polufinalista s najviše glasova. U finalu nastupa ukupno 25 zemalja.

| Br. | Država                 | Jezik                | Izvođač                          | Pjesma                    | Hrvatski prijevod                            | Mjesto | Bodovi |
| --- | ---------------------- | -------------------- | -------------------------------- | ------------------------- | -------------------------------------------- | ------ | ------ |
| 01. | Finska                 | engleski             | Paradise Oskar                   | "Da Da Dam"               |                                              | 21     | 57     |
| 02. | Bosna i Hercegovina    | engleski             | Dino Merlin                      | "Love in Rewind"          | "Ljubav u ponavljanju"                       | 6      | 125    |
| 03. | Danska                 | engleski             | A Friend In London               | "New Tomorrow"            | "Novo sutra"                                 | 5      | 134    |
| 04. | Litva                  | engleski, francuski  | Evelina Sašenko                  | "C'est ma vie"            | "To je moj život"                            | 19     | 63     |
| 05. | Mađarska               | engleski, mađarski   | Kati Wolf                        | "What About My Dreams?"   | "A što s mojim snovima?"                     | 22     | 53     |
| 06. | Irska                  | engleski             | Jedward                          | "Lipstick"                | "Ruž"                                        | 8      | 119    |
| 07. | Švedska                | engleski             | Eric Saade                       | "Popular"                 | "Popularan"                                  | 3      | 185    |
| 08. | Estonija               | engleski             | Getter Jaani                     | "Rockefeller Street"      |                                              | 24     | 44     |
| 09. | Grčka                  | engleski, grčki      | Loukas Giorkas feat. Stereo Mike | "Watch My Dance"          | "Vidi mi ples"                               | 7      | 120    |
| 10. | Rusija                 | engleski             | Aleksej Vorobjov                 | "Get You"                 | "Ugrabiti te"                                | 16     | 77     |
| 11. | Francuska              | korzički             | Amaury Vassili                   | "Sognu"                   | "San"                                        | 15     | 82     |
| 12. | Italija                | engleski, talijanski | Raphael Gualazzi                 | "Madness Of Love"         | "Ludost ljubavi"                             | 2      | 189    |
| 13. | Švicarska              | engleski             | Anna Rossinelli                  | "In Love for a While"     | "Nakratko zaljubljena"                       | 25     | 19     |
| 14. | Ujedinjeno Kraljevstvo | engleski             | Blue                             | "I can"                   | "Mogu"                                       | 11     | 100    |
| 15. | Moldavija              | engleski             | Zdob şi Zdub                     | "So Lucky"                | "Tako sretan"                                | 12     | 97     |
| 16. | Njemačka               | engleski             | Lena Meyer-Landrut               | "Taken by a Stranger"     | "Oteo ju stranac"                            | 10     | 107    |
| 17. | Rumunjska              | engleski             | Hotel FM                         | "Change"                  | "Promijeniti"                                | 17     | 77     |
| 18. | Austrija               | engleski             | Nadine Beiler                    | "The Secret Is Love"      | "Tajna je ljubav"                            | 18     | 64     |
| 19. | Azerbajdžan            | engleski             | Ell i Nikki                      | "Running Scared"          | "Prestrašen"                                 | 1      | 221    |
| 20. | Slovenija              | engleski             | Maja Keuc                        | "No One"                  | "Nitko"                                      | 13     | 96     |
| 21. | Island                 | engleski             | Sigurjón's Friends               | "Coming Home"             | "Ponovo kući"                                | 20     | 61     |
| 22. | Španjolska             | španjolski           | Lucía Pérez                      | "Que me quiten lo bailao" | "Ne mogu mi oduzeti dobro što sam proživila" | 23     | 50     |
| 23. | Ukrajina               | engleski             | Mika Newton                      | "Angels"                  | "Anđeli"                                     | 4      | 159    |
| 24. | Srbija                 | srpski               | Nina                             | "Čaroban"                 |                                              | 14     | 85     |
| 25. | Gruzija                | engleski             | Eldrine                          | "One More Day"            | "Još jedan dan"                              | 9      | 110    |

## Izvođači povratnici
| Izvođač                                          | Država              | Prijašnji nastup(i)                 |
| ------------------------------------------------ | ------------------- | ----------------------------------- |
| Dino Merlin                                      | Bosna i Hercegovina | 1999.                               |
| Gunnar Ólafsson (dio sastava Sigurjón's Friends) | Island              | 2001. (dio sastava Two Tricky)      |
| Dana International                               | Izrael              | 1998. (pobjednica)                  |
| Zdob şi Zdub                                     | Moldavija           | 2005.                               |
| Lena                                             | Njemačka            | 2010. (pobjednica)                  |
| TWiiNS                                           | Slovačka            | 2008. (kao vokali Tereze Kerndlove) |

## Vanjske poveznice
- Službena stranica Eurovizije
- Eurosong.hr - hrvatski eurovizijski portal

| Pjesma Eurovizije | Pjesma Eurovizije |
| --- | ----------------- |
| |                   |
| 01956. • 1957. • 1958. • 1959. • 1960. 1961. • 1962. • 1963. • 1964. • 1965. • 1966. • 1967. • 1968. • 1969. • 1970. 1971. • 1972. • 1973. • 1974. • 1975. • 1976. • 1977. • 1978. • 1979. • 1980. 1981. • 1982. • 1983. • 1984. • 1985. • 1986. • 1987. • 1988. • 1989. • 1990. 1991. • 1992. • 1993. • 1994. • 1995. • 1996. • 1997. • 1998. • 1999. • 2000. 2001. • 2002. • 2003. • 2004. • 2005. • 2006. • 2007. • 2008. • 2009. • 2010. 2011. • 2012. • 2013. • 2014. • 2015. • 2016. • 2017. • 2018. • 2019. • 2020. 2021. • 2022. • 2023. • 2024. • 2025. |                   |

| Pjesma Eurovizije | Pjesma Eurovizije |
| --- | ----------------- |
| |                   |
| 01956. • 1957. • 1958. • 1959. • 1960. 1961. • 1962. • 1963. • 1964. • 1965. • 1966. • 1967. • 1968. • 1969. • 1970. 1971. • 1972. • 1973. • 1974. • 1975. • 1976. • 1977. • 1978. • 1979. • 1980. 1981. • 1982. • 1983. • 1984. • 1985. • 1986. • 1987. • 1988. • 1989. • 1990. 1991. • 1992. • 1993. • 1994. • 1995. • 1996. • 1997. • 1998. • 1999. • 2000. 2001. • 2002. • 2003. • 2004. • 2005. • 2006. • 2007. • 2008. • 2009. • 2010. 2011. • 2012. • 2013. • 2014. • 2015. • 2016. • 2017. • 2018. • 2019. • 2020. 2021. • 2022. • 2023. • 2024. • 2025. |                   |